# Réveillon, Orne

Réveillon este o comună în departamentul Orne, Franța. În 1 ianuarie 2022 avea o populație de 356 de locuitori.